# Матей Нинослав
Матей Нинослав (на босняшки Matej Ninoslav) е бан на Босна в периода 1232-1250 г. След като привържениците на босненската църква свалят от трона Стефан Кулинич заради поддръжката, която оказвал на католицизма, на престола поставят Матей Нинослав. Този техен избор води до изостряне на отношенията с княжество Сърбия, тъй като Стефан Кулинич бил роднина на династията на Неманичите.
Разпространението на богомилското учение в Босна предизвикало ожесточена реакция на римския папа. За да си гарантират лоялност от страна на симпатизиращия на богомилите Приезда I (родственик на Матей Нинослав, който го наследява като бан на Босна след смъртта му), папските пратеници вземат за заложник в Рим сина му Приезда II. Така се наложило самият Матей Нинослав да ходатайства лично за неговото освобождение, но безуспешно. През 1234 г. унгарският крал Андраш II предава Босненската бановина (бидейки васална на Унгария) на сина си Коломан. В същото време законният наследник на босненския трон княз Себислав, синът на сваления Стефан Кулинич, атакувал Матей Нинослав, надявайки се да получи Босна за себе си. На 17 октомври 1234 г. папа Григорий IX призовал за кръстоносен поход срещу Босна, а на 9 август 1235 г. признал Коломан за легитимен бан на Босна.
Макар да имал поддръжката на населението, Матей Нинослав бил принуден да отстъпи в планините. Кръстоносците завладяли Западна Босна и през 1237 г. започнали да изгарят богомилите на кладата. На 26 април 1238 г. Коломан съобщил на папата, че Босна е очистена от еретиците. През 1240 г. Матей Нинослав трябвало да бяга в Дубровник.
На следващата 1241 г. Унгария била нападната от монголците. Матей Нинослав използвал благоприятния момент и си възвърнал властта над Босна, принуждавайки Приезда I (когото междувременно Коломан бил направил бан на Босна) да бяга в Унгария. В това време в Хърватия започнала война между градовете Сплит, въстанал срещу крал Бела IV, и Трогир, останал верен на краля. Матей Нинослав се обявил на страната на Сплит, но войната се развила неблагоприятно за града, който бил превзет. На 20 юли 1244 г. бил подписан мирен договор, според който Матей Нинослав се признал за васал на унгарския крал, а в замяна получил опрощение и правата, и владенията на босненската църква били препотвърдени.
Независимо от това богомилството в Босна продължило да бъде проблем за католицизма в Рим и през 1247 г. папа Инокентий IV свикал нов кръстоносен поход срещу Босна. Матей Нинослав изпратил послание до папата, че е предан католик, и изпратените от папата легати потвърдили думите му, с което опасността била избегната.
През 1249/1250 г. Матей Нинослав починал и бан станал неговият родственик Приезда I.